# San Lorenzo (Milánó)

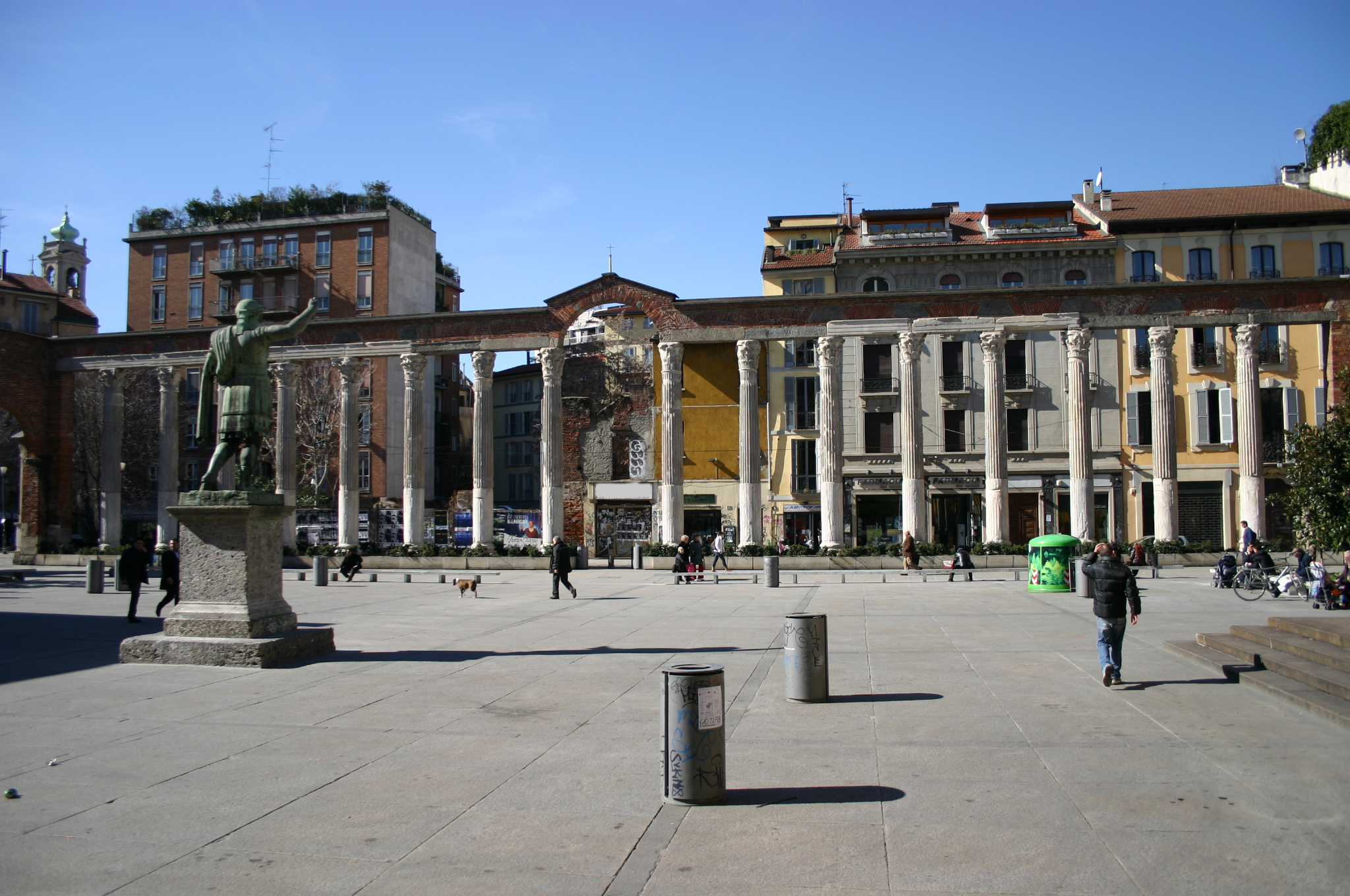
Colonne di San Lorenzo

A San Lorenzo (Corso di Porta Ticinese) egy milánói bazilika. Alaprajza a ravennai San Vitaléhoz hasonlóan sokszögű; a kora keresztény centrális építmények nagyszerű példája.

## Története
Egy római szentély helyén épült a 4. század közepén mint ariánus bazilika és csak Szent Ambrus püspöksége alatt vált katolikus templommá. A 11. és a 12. században súlyos tűzkárokat szenvedett, román stílusban állították helyre. 1572-ben beomlott kupolája. Ekkor Borromeo Szent Károly megbízást adott Martino Bassi építésznek a teljes restaurálásra. Bassi a templom román kori stílusjegyeit változtatás nélkül megőrizte. A bazilika homlokzatát Cesare Nava építette 1894-ben. A bejárat előtt álló szobor I. Constantinus császár római szobrának másolata, s a császár 313. évi milánói ediktumának emlékére készült.

## Leírása
A bazilika előtti teret egy 16 korinthoszi oszlopból álló oszlopsor, az úgynevezett Colonne di San Lorenzo díszíti. Ez Milánó legteljesebb épségben megmaradt római kori emléke; egy 2. vagy 3. századi római építmény (templom vagy fürdő) tartozéka lehetett.
A templombelsőt széles, kétemeletes árkádfolyosó fogja körül. Szembetűnő a kupola beilleszkedésénél körbefutó eredeti fríz. A templom falait egykor mozaikok borították, ma azonban üresek és sivár hatást keltenek. A belső tér díszítőelemei közül figyelemre méltó a barokk főoltár, amely a bejárattal szemben helyezkedik el. (A templomnak, különleges alakja miatt, nincs külön szentélye, apszisa.) A főoltár freskója, a Mária a gyermek Jézussal eredetileg a templom külső falát díszítette és a néphit szerint csodatevő ereje volt.
A Sant’Ippolito-kápolna az oltár mögött csatlakozik a bazilikához. A 4. században épült. Alaprajza kívülről nyolcszögű, belül pedig görögkereszt formájú. Négy különleges alakú sarkos pillére – a templom legrégebbi részlete – egy 2. századi épülethez tartozott. Főoltárától balra Giovanni del Conte gróf 16. századi, jobbra pedig a Robbiano család 15. századi síremléke áll.
A Cittadimi-kápolna az oltár mögött jobb oldalról kapcsolódik a templomhoz. Román kori eredetű, de a 15. században gótikus díszítéseket kapott. A kis kápolnában egy 13. századi freskó maradványa, az oltár mögött pedig egy 15. századi dombormű triptychon látható.
A San Sisto-kápolna az oltártól balra nyílik. Az 5. században épült, freskóit pedig a 17. században festette Storer.
A Sant’Aquilino-kápolnába egy kétapszisú, négyzet alapú átriumon keresztül lehet bejutni be. Az átrium szép portálja mellett a 11. századi Levétel a keresztről című freskó látható. Belsőjét 4. századi mozaikrészletek, valamint egy 14. századi, a keresztrefeszítést ábrázoló freskó díszíti. Ez volt a templom keresztelőkápolnája. Egy itt talált síremlékről sokáig azt feltételezték hogy Galla Placidia római császárnő földi maradványait tartalmazza. Egy ezüst síremlék Carlo Garavaglia 16. századi alkotása és Szent Aquilinus földi maradványait tartalmazza.